# Bateria 500
La Bateria 500 és un emplaçament d'artilleria d'època moderna del límit dels termes comunals de Banyuls de la Marenda i de Portvendres, tots dos a la comarca del Rosselló, de la Catalunya del Nord.
Està situada a la zona sud-occidental del terme de Portvendes i a l'occidental del de Banyuls de la Marenda.
Constituïa part de les defenses de la Costa Vermella. Actualment és buida, però roman a lloc el recinte sencer.